# Kurt Wasserfallen
Pour les articles homonymes, voir Wasserfallen.
Kurt Wasserfallen, né le 27 avril 1947 à Berne (originaire de Wileroltigen) et mort le 2 décembre 2006 dans la même ville, est une personnalité politique suisse, membre du Parti radical-démocratique.
Il est député du canton de Berne au Conseil national de 1999 à 2006 et conseiller communal de la ville de Berne, où il est responsable de la police puis des finances, de 1993 à 2006.

## Biographie

### Origines et famille
Kurt Wasserfallen naît le 27 avril 1947 à Berne. Il est originaire de Wileroltigen, dans le même arrondissement.
Son père, Walter Eugen Wasserfallen, est fonctionnaire au sein de l'administration fédérale suisse ; sa mère est née Marguerite Clara Vogt.
Il épouse en 1973 Margareta Eva Weilenmann, fille d'un architecte. Ils ont deux enfants, dont le conseiller national Christian Wasserfallen.

### Études et parcours professionnel
Kurt Wasserfallen fait des études de chimie à l'Université de Berne, conclues par un doctorat en sciences naturelles en 1977.
Il travaille entre autres à la centrale nucléaire de Mühleberg, à la Régie fédérale des alcools et à la Chancellerie fédérale.

### Mort
Il meurt des suites d'un cancer dans la nuit du 2 décembre 2006 à Berne, à l'âge de 59 ans,.

## Parcours politique
Membre du Parti radical-démocratique, Kurt Wasserfallen siège au Conseil de ville de Berne de 1985 à 1990, puis au Grand Conseil bernois de 1990 à 1999. 
Il se consacre exclusivement à la politique à partir de 1993, année durant laquelle commence son mandat de conseiller communal (exécutif) de la ville de Berne. Il y est responsable de la police jusqu'en 2003, puis des finances. Il siège en parallèle au Conseil national de 1999 à sa mort. Il y est membre de la Commission de la politique de sécurité (CPS) et, à partir de 2001, de la Commission de gestion (CdG), qu'il préside de fin 2015 à sa mort. 
Lors de ses différents mandats, il défend l'ordre et la sécurité, plaide pour l'ouverture dominicale des magasins et s'oppose à la légalisation des drogues.